# White Ship

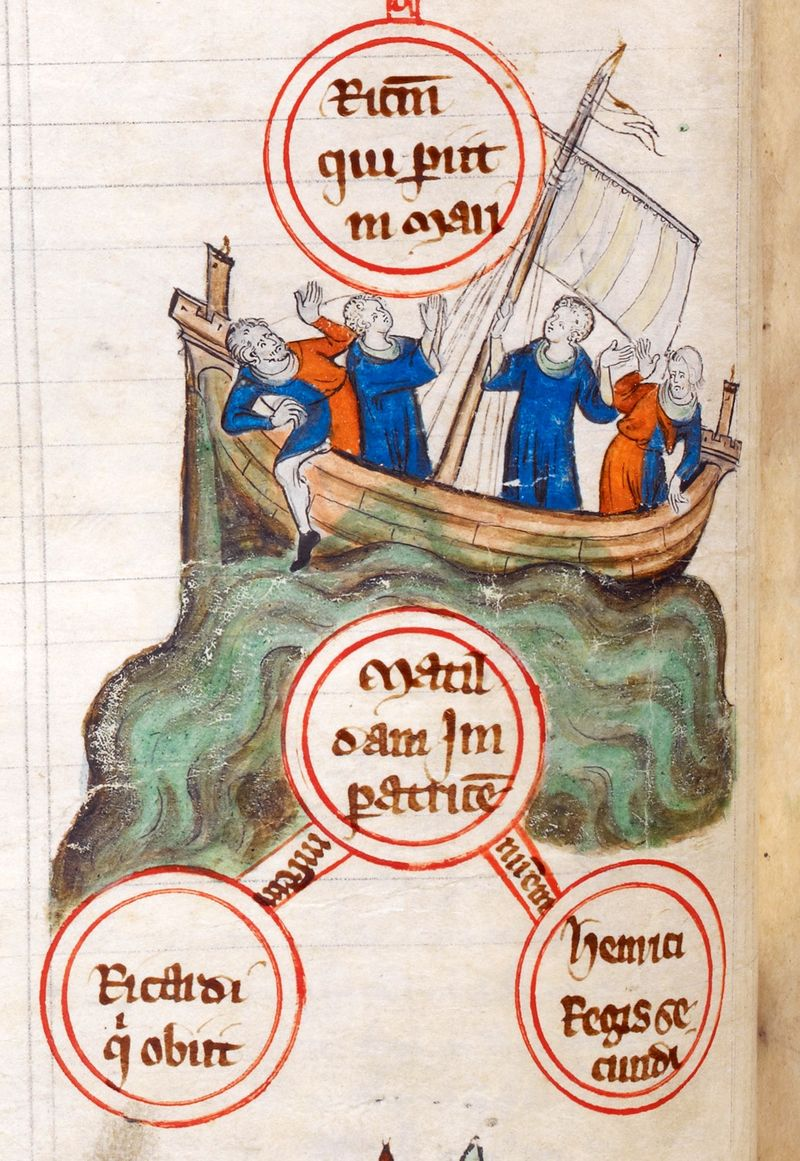
De schipbreuk van het schip

Het Witte Schip (Engels: The White Ship, Frans: La Blanche Nef) was een schip dat op 25 november 1120 zonk in het Kanaal bij Barfleur. Een van de driehonderd doden was William Adelin, de enige zoon van Hendrik I van Engeland, die stierf toen hij zijn halfzus Mathilde FitzEdith probeerde te redden. Na de dood van Hendrik I zou door het ontbreken van een onomstreden mannelijke troonopvolger een periode van anarchie uitbreken in Engeland.

## Schipbreuk
De eigenaar van het schip was Thomas FitzStephen, wiens vader onder Willem de Veroveraar had gediend tijdens de Normandische verovering van Engeland. Hij bood koning Hendrik I van Engeland aan om zijn schip La Blanche Nef te gebruiken voor zijn overtocht van Normandië naar Engeland. Hendrik weigerde, omdat er voor zijn overtocht al een schip geregeld was. Zijn enige zoon William Adelin en een groot aantal hooggeplaatste personen uit diens gevolg gingen wel aan boord van La Blanche Nef.
Volgens de kroniekschrijver Ordericus Vitalis werd er voor vertrek uit Barfleur flink gedronken; veel bemanningsleden waren zo aangeschoten dat een aantal passagiers besloot om de overtocht niet op La Blanche Nef te maken.
Bij vertrek van het schip vanuit de haven van Barfleur liep het schip op de klippen vóór de haven van de stad en kapseisde. William Adelin was in eerste instantie door zijn lijfwachten in de enige roeiboot gezet en op veilige afstand van het zinkende schip geroeid. Hij stond erop om terug te keren om zijn halfzuster Mathilde FitzEdith te redden. De roeiboot werd door wanhopige drenkelingen omvergetrokken waarop ook William Adelin te water raakte en verdronk. Van de bijna driehonderd personen aan boord wist alleen Berold, een slager uit Rouen, de schipbreuk te overleven.

## Gevolgen
Stefan van Blois, een neef van koning Hendrik, was vlak voor het vertrek van het schip aan land gegaan omdat hij ziek was geworden. Na de dood van Hendrik volgde Stefan hem op, maar Mathilde, Hendriks dochter, betwistte zijn koningschap. Zij was door Hendrik I aangewezen als zijn opvolger. Er brak een tijd van burgeroorlog in Engeland uit die later bekend zou staan als de Anarchie.